# Devin Booker
Devin Armani Booker (ur. 30 października 1996 w Grand Rapids) – amerykański koszykarz, występujący na pozycji rzucającego obrońcy, aktualnie zawodnik Phoenix Suns.
W 2014 wystąpił w meczu gwiazd amerykańskich szkół średnich - McDonald’s All-American.
24 marca 2017 w przegranym 120-130 meczu z Boston Celtics zdobył 70 punktów, stając się szóstym i najmłodszym zawodnikiem w historii NBA, który zanotował takie osiągnięcie (11 przypadek w historii, gdy zawodnik w meczu zdobył co najmniej 70 punktów).

## Osiągnięcia
Stan na 12 sierpnia 2024, na podstawie, o ile nie zaznaczono inaczej.

### NCAA
- Uczestnik rozgrywek NCAA Final Four (2015)
- Mistrz:
  - turnieju konferencji Southeastern (SEC – 2015)
  - sezonu zasadniczego konferencji SEC (2015)
- Najlepszy rezerwowy sezonu konferencji SEC (2015)[5]
- Zaliczony do[5]:
  - I składu debiutantów SEC (2015)
  - II składu SEC (2015)
  - SEC First-Year Academic Honor Roll (2015)
- 5-krotny Freshman tygodnia konferencji SEC[5]

### NBA
- Wicemistrz NBA (2021)[6]
- Laureat nagrody Seasonlong NBA Cares Community Assist Award (2021)[7]
- Zaliczony do:
  - I składu debiutantów NBA (2016)[8]
  - III składu NBA (2024)[9]
- Uczestnik:
  - meczu gwiazd NBA (2020[10][a], 2021[b], 2022[14], 2024[15])
  - Rising Stars Challenge (2016, 2017)[16]
  - konkursu:
    - rzutów za 3 punkty (2016, 2018, 2019, 2020[17], 2021[c])[19]
    - Skills Challenge (2017)[20]
- Zwycięzca konkursu rzutów za 3 punkty (2018)[19]

### Reprezentacja
- Mistrz olimpijski (2020[21], 2024[22])

## Statystyki

### NCAA
Na podstawie.
| Sezon   | Drużyna  | M  | S5 | MPG  | FG%   | 3P%   | FT%   | RPG | APG | SPG | BPG | PPG  |
| ------- | -------- | -- | -- | ---- | ----- | ----- | ----- | --- | --- | --- | --- | ---- |
| 2014/15 | Kentucky | 38 | 0  | 21,5 | 47,0% | 41,1% | 82,8% | 2,0 | 1,1 | 0,4 | 0,1 | 10,0 |

### NBA
Stan na koniec sezonu 2023/24, na podstawie.

#### Sezon regularny
| Sezon   | Drużyna | M   | S5  | MPG  | FG%   | 3P%   | FT%   | RPG | APG | SPG | BPG | PPG  |
| ------- | ------- | --- | --- | ---- | ----- | ----- | ----- | --- | --- | --- | --- | ---- |
| 2015/16 | Phoenix | 76  | 51  | 27,7 | 42,3% | 34,3% | 84,0% | 2,5 | 2,6 | 0,6 | 0,3 | 13,8 |
| 2016/17 | Phoenix | 78  | 78  | 35,0 | 42,3% | 36,3% | 83,2% | 3,2 | 3,4 | 0,9 | 0,3 | 22,1 |
| 2017/18 | Phoenix | 54  | 54  | 34,5 | 43,2% | 38,3% | 87,8% | 4,5 | 4,7 | 0,9 | 0,3 | 24,9 |
| 2018/19 | Phoenix | 64  | 64  | 35,0 | 46,7% | 32,6% | 86,6% | 4,1 | 6,8 | 0,9 | 0,2 | 26,6 |
| 2019/20 | Phoenix | 70  | 70  | 35,9 | 48,9% | 35,4% | 91,9% | 4,2 | 6,5 | 0,7 | 0,3 | 26,6 |
| 2020/21 | Phoenix | 67  | 67  | 33,9 | 48,4% | 34,0% | 86,7% | 4,2 | 4,3 | 0,8 | 0,2 | 25,6 |
| 2021/22 | Phoenix | 68  | 68  | 34,5 | 46,6% | 38,3% | 86,8% | 5,0 | 4,8 | 1,1 | 0,4 | 26,8 |
| 2022/23 | Phoenix | 53  | 53  | 34,6 | 49,4% | 35,1% | 85,5% | 4,5 | 5,5 | 1,0 | 0,3 | 27,8 |
| 2023/24 | Phoenix | 68  | 68  | 36,0 | 49,2% | 36,4% | 88,6% | 4,5 | 6,9 | 0,9 | 0,4 | 27,1 |
| Razem   |         | 598 | 573 | 34,0 | 46,4% | 35,7% | 87,0% | 4,0 | 5,0 | 0,9 | 0,3 | 24,3 |

#### Play-offy
| Sezon | Drużyna | M  | S5 | MPG  | FG%   | 3P%   | FT%   | RPG | APG | SPG | BPG | PPG  |
| ----- | ------- | -- | -- | ---- | ----- | ----- | ----- | --- | --- | --- | --- | ---- |
| 2021  | Phoenix | 22 | 22 | 40,4 | 44,7% | 32,1% | 90,5% | 5,6 | 4,5 | 0,8 | 0,2 | 27,3 |
| 2022  | Phoenix | 10 | 10 | 36,6 | 45,1% | 43,1% | 88,7% | 4,8 | 4,4 | 0,5 | 0,4 | 23,3 |
| 2023  | Phoenix | 11 | 11 | 41,7 | 58,5% | 50,8% | 86,6% | 4,8 | 7,2 | 1,7 | 0,8 | 33,7 |
| 2024  | Phoenix | 4  | 4  | 41,5 | 49,2% | 35,0% | 95,1% | 3,3 | 6,0 | 1,8 | 0,3 | 27,5 |
| Razem |         | 47 | 47 | 40,0 | 48,6% | 38,9% | 89,9% | 5,1 | 5,3 | 1,0 | 0,4 | 28,0 |